# Gare d'Eu
Ne doit pas être confondu avec Gare d'Eu-la Mouillette.
La gare d'Eu (autrefois gare de La Chaussée ou Eu-la-Chaussée) est une gare ferroviaire française des lignes d'Épinay - Villetaneuse au Tréport - Mers et d'Abbeville à Eu, située sur le territoire de la commune d'Eu, dans le département de la Seine-Maritime, en région Normandie. Sur la commune, se trouve également l'ancienne halte d'Eu-la Mouillette, fermée le 10 décembre 2011.
Elle est mise en service en 1872 par la Compagnie du chemin de fer du Tréport jusqu'à sa faillite, et la reprise de l'exploitation par la Compagnie des chemins de fer du Nord en 1881.
C'est un point d'arrêt sans personnel de la Société nationale des chemins de fer français (SNCF), desservi par des trains TER Hauts-de-France.

## Situation ferroviaire
Établie à 6 mètres d'altitude, la gare d'Eu est située au point kilométrique (PK) 179,393, de la ligne d'Épinay - Villetaneuse au Tréport - Mers, entre les gares d'Eu-la Mouillette (fermée) et du Tréport - Mers. Gare de bifurcation, elle est également située au PK 209,833 de la ligne d'Abbeville à Eu (dont le trafic est suspendu), après la gare de Woincourt, et au PK 41,396 de la ligne de Rouxmesnil à Eu (partiellement déclassée ; la gare précédente était celle de Saint-Rémy-Boscrocourt).

## Histoire
L'arrivée du chemin de fer à Eu est confirmée par le tracé inclus dans la déclaration d'utilité publique du chemin de fer d'Abancourt au Tréport, le 18 décembre 1869.

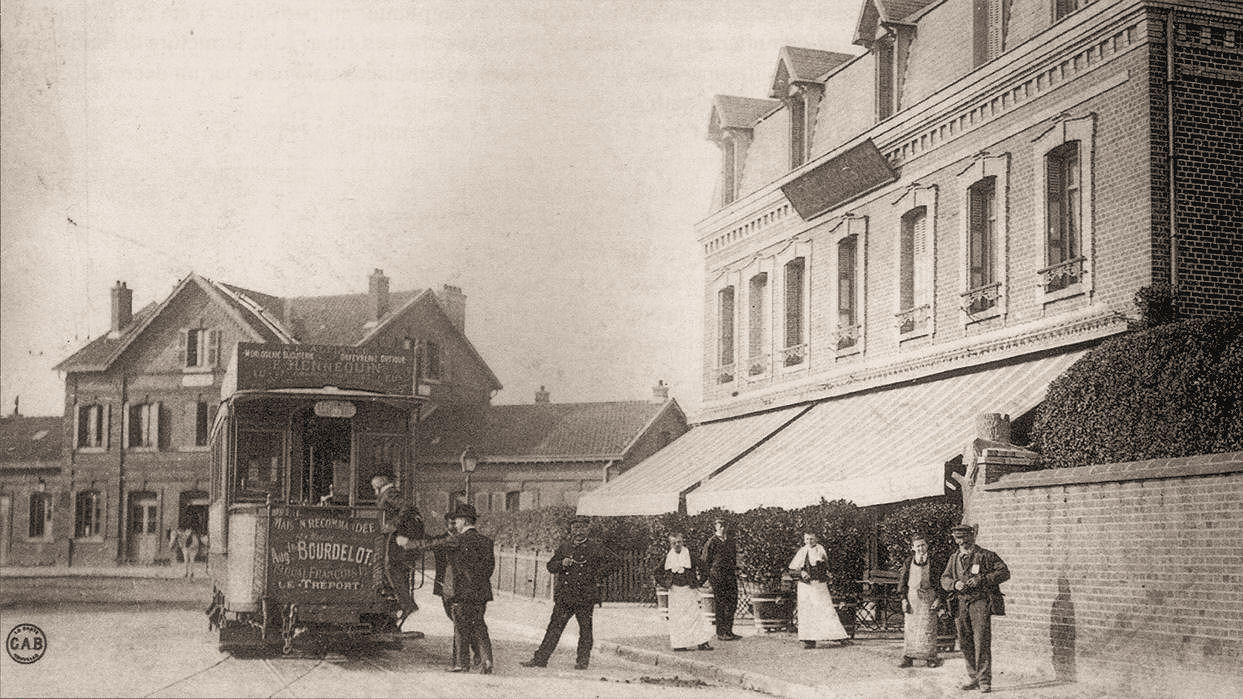
Gare d'Eu, l'hôtel de la gare et le tramway, en 1904.

La gare d'Eu est mise en service le 12 juillet 1872 par la compagnie du chemin de fer du Tréport, lorsqu'elle ouvre à l'exploitation la section de Gamaches au Tréport, via Eu, le 12 mai 1872.
Cette section prolongée jusqu'à Abancourt en 1873 va permettre la mise en circulation de trains dits des « bains de mer » en provenance de Paris via Amiens.
La Compagnie du Nord ouvre la ligne, d'Abbeville à Eu, le 4 décembre 1882.
Dès 1879, le plan Freycinet prévoit dans son projet no 40 la création d'une ligne d'Eu à Dieppe, déclarée d'utilité publique le 2 février 1880 ; elle est concédée à la Compagnie des chemins de fer de l'Ouest le 17 juillet 1883. Construite à voie unique, elle est inaugurée le 22 août 1885.
La gare était également le terminus d'une ligne de tramway qui circula de 1902 à 1934 vers Le Tréport et Mers-les-Bains, le tramway d'Eu-Le Tréport-Mers.
La ligne d'Eu à Dieppe est fermée aux voyageurs le 2 octobre 1938 et partiellement transformée en sentier de randonnée : le chemin vert du Petit-Caux.
En 2012, Eu est un point d'arrêt non géré (PANG) qui dispose de deux voies et deux quais.
Pour 2018, la SNCF estime la fréquentation annuelle de cette gare à 23 200 voyageurs, nombre arrondi à la centaine la plus proche.

## Service des voyageurs

### Accueil
Halte SNCF, c'est un point d'arrêt non géré (PANG) à accès libre.

### Desserte
La halte d'Eu est desservie par des trains TER Hauts-de-France, qui effectuent des missions entre les gares de Beauvais et du Tréport - Mers.
Par ailleurs, depuis la fin mai 2018, les trains vers ou depuis Abbeville sont remplacés par des autocars de substitution, en raison de la fermeture de la ligne ferroviaire concernée.

### Intermodalité
Le stationnement des véhicules est possible devant l'ancien bâtiment voyageurs.

## Patrimoine ferroviaire
L'ancien bâtiment voyageurs (BV), vendu par la SNCF, est aujourd'hui une propriété privée. Il correspond à un plan type standard de la Compagnie des chemins de fer du Nord, généralement réservé aux gares de bifurcation, qui se caractérise par de grands pignons transversaux. Les ailes basses possèdent quatre travées. À l’origine, le dernier étage du BV de la gare d'Eu ne comportait qu'une seule petite fenêtre, alors que le plan standard prévoyait une baie géminée double à cet emplacement (des fenêtres d'aspect proche ont été créées après la revente de la gare à un courtier d'assurances). Ce bâtiment fait l'objet d'un modèle réduit (échelle H0), produit par la firme Architecture & Passion.
Datant de 1880, le BV de la gare d'Épinay - Villetaneuse, à la façade en pierre, est quasiment identique et n'a, lui aussi, qu'une seule fenêtre au pignon. Les gares de Saint-Omer-en-Chaussée et d'Étaples - Le Touquet disposent, pour leur part, de deux fenêtres.
L'aspect du premier bâtiment, construit par la Compagnie du chemin de fer du Tréport, reste inconnu.